# Stockton-on-Tees

Stockton-on-Tees im
Borough of Stockton-on-Tees

Stockton-on-Tees ist eine Mittelstadt am Fluss Tees in North East England. Die Stadt ist der Verwaltungssitz des Borough of Stockton-on-Tees und besitzt gemäß Volkszählung 2001 insgesamt 80.060 Einwohner.

## Geographie
Stockton-on-Tees ist einwohnermäßig nach Middlesbrough die zweitgrößte Stadt der Konurbation Teesside im Nordosten Englands. Angrenzende Städte sind Middlesbrough, Billingham, Thornaby-on-Tees, Eaglescliffe und Darlington.

## Geschichte
Westlich des Ortes befindet sich der prähistorische Feuerbestattungsplatz Whinny Hill. Die Geschichte von Stockton-on-Tees begann als eine angelsächsische Siedlung nahe dem Fluss Tees.
Die erste urkundliche Erwähnung Stocktons datiert auf das Jahr 1183, als der Bischof von Durham eine Bestandsaufnahme seines Landes durchführen ließ. 1310 erhielt die Stadt vom Bischof das Marktrecht.
Die Burg Stocktons wird 1376 erstmals erwähnt. Es wurde 1644 von den Schotten erobert und bis 1646 besetzt, aber am Ende des Englischen Bürgerkriegs auf Befehl Oliver Cromwells zerstört. An der Stelle der Burg steht nun das Castlegate Centre, ein Einkaufszentrum. Es gibt keine exakten Beschreibungen des Schlosses.
Im Juni 1890 bot der Bürgermeister Robert Ropner den Einwohnern von Stockton an, ein bei Hartburn gelegenes Gelände als öffentlichen Park zu nutzen. Drei Jahre später, am 4. Oktober 1893, wurde der Park vom Herzog und der Herzogin von York eröffnet. Nach einem Jahrhundert wurde der Park von 2004 bis 2007 verschönert.
Seit 1994 unterhält die anerkannte University of Durham einen Campus in Stockton-on-Tees.

## Wirtschaft

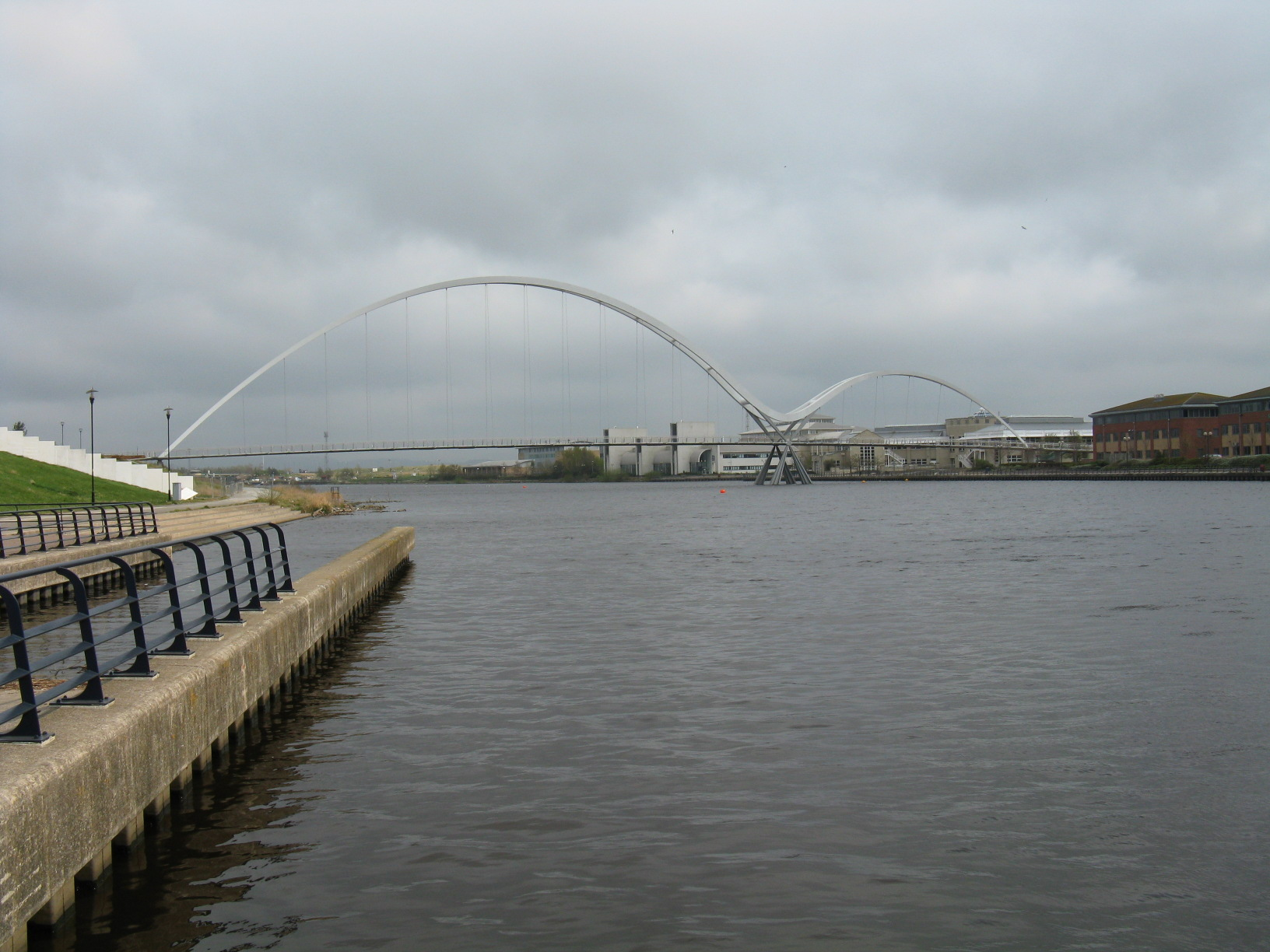
Infinity Bridge

Zu den wichtigsten Industrien der Stadt gehören Schiffswerften, Chemie- und Stahlindustrie. Stockton-on-Tees ist besonders bekannt durch die Stockton and Darlington Railway, der ersten öffentlichen Eisenbahn der Welt, auf der ab 1825 von Dampflokomotiven gezogene Züge fuhren. In der Stadt findet sich außerdem der älteste Bahnhof der Welt. Das Stadtbild wird von Bauten im georgianischen Stil geprägt.
Die Stockton-Middlesbrough Initiative ist ein Projekt zur Erneuerung des Kerngebietes des Tees Valley. Der Fokus des über 20 Jahre langen Modernisierungsprogrammes liegt dabei auf den sich gegenüberliegenden Städten Stockton-on-Tees und Middlesbrough am Fluss Tees. Es wurde ein Konzept erarbeitet, welches am Ende die Vereinigung beider Städte in eine hochwertige 320.000-Einwohner-Stadt mitten im Tees Valley vorsieht.
1995 wurde zur Sanierung eines Abschnitts des Flusses die Tees Barrage fertiggestellt, ein Stauwehr mit Schleuse und Wildwasseranlage.

### Verkehr
Stockton-on-Tees ist über die autobahnähnlich ausgebauten A-Straßen A19 und A66 gut an das überregionale Fernstraßennetz angebunden. 20 km westlich bei Darlington erhält man Anschluss an den Motorway A1(M). Durch das Stadtgebiet führen außerdem die A135, A139, A177, A1046 und A1130. Vom Bahnhof Stockton-on-Tees werden stündliche Zugverbindungen nach Middlesbrough, Newcastle und Sunderland angeboten. Nur sonntags herrscht ein zweistündlicher Betrieb.
Der Teesside Airport befindet sich 10 km südwestlich des Stadtzentrums und ist über die A66 (Ausfahrt Long Newton) zu erreichen. Außerdem verbindet die Buslinie 20 den Bahnhof von Stockton mit dem Flughafen.

## Musik
Die Bands Young Rebel Set und The Young’uns sind aus Stockton.

## Persönlichkeiten

### Söhne und Töchter der Stadt
- Thomas Sheraton (1751–1806), Möbelhersteller
- Joseph Ritson (1752–1803), Rechtsgelehrter und Sammler alter Gesänge
- John Walker (1781–1859), Erfinder des Streichholzes
- Maurice Elvey (1887–1967), Filmregisseur
- Will Hay (1888–1949), Schauspieler, Komiker, Pilot und Astronom
- Ivy Close (1890–1968), Schönheitskönigin und Filmschauspielerin
- Freddie Dixon (1892–1956), Motorrad- und Autorennfahrer
- William Long (1922–2008), Politiker
- Peter Smithson (1923–2003), Architekt
- Colin Renfrew (1937–2024), Archäologe
- Richard Anthony Hewson (* 1943), Produzent, Arrangeur und Multi-Instrumentalist
- Franc Roddam (* 1946), Filmregisseur, Drehbuchautor und Produzent
- Keith Edwards (* 1957), Fußballspieler
- Kim Appleby (* 1961), Musikerin
- David Currie (* 1962), Fußballspieler
- Stephen Tompkinson (* 1965), Schauspieler
- Daniel Casey (* 1972), Schauspieler
- Rob Jones (* 1979), Fußballspieler
- Lee-Steve Jackson (* 1980), Biathlet
- Sally Nicholls (* 1983), Kinder- und Jugendbuchautorin
- Simon Clarke (* 1984), Politiker
- Bradley Saunders (* 1986), Profiboxer
- Lee Cattermole (* 1988), Fußballprofi
- Jessica Dickons (* 1990), Schwimmerin
- Jordan Nobbs (* 1992), Fußballspielerin
- Callum Woodhouse (* 1994), Schauspieler